# Reformierte Kirche Urmein

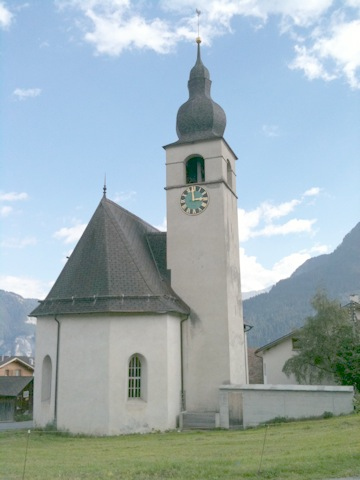
Aussenansicht

Die reformierte Kirche in Urmein am Heinzenberg ist ein evangelisch-reformiertes Gotteshaus unter dem Denkmalschutz des Kantons Graubünden.

## Geschichte
Mutterkirche des Heinzenbergs war im Spätmittelalter Portein, welches Hohenrätien ablöste. Im Jahrzehnt zwischen 1530 und 1540 setzte sich die Reformation in Urmein durch. 1670 machte sich Urmein gemeinsam mit Flerden von Portein unabhängig. Der heutige Kirchenbau datiert auf 1720–22.

## Ausstattung
Der Kirchturm zeigt eine seltene zweistöckige Zwiebelhaube, während das Kirchenschiff mit einem Walmdach bedeckt ist.
Das weit ausladende, spätbarocke Kircheninnere ist bestimmt durch die Komposition mit schalldeckelloser Kanzel links, zentralem Taufstein und rechtsseitig angebrachter Orgel mit Dreifachprospekt.

## Kirchliche Organisation
Die Evangelisch-reformierte Landeskirche Graubünden führt Urmein als Predigstätte der Pastorationsgemeinschaft Heinzenberg, für welche das Pfarramt Cazis zuständig ist.

## Galerie

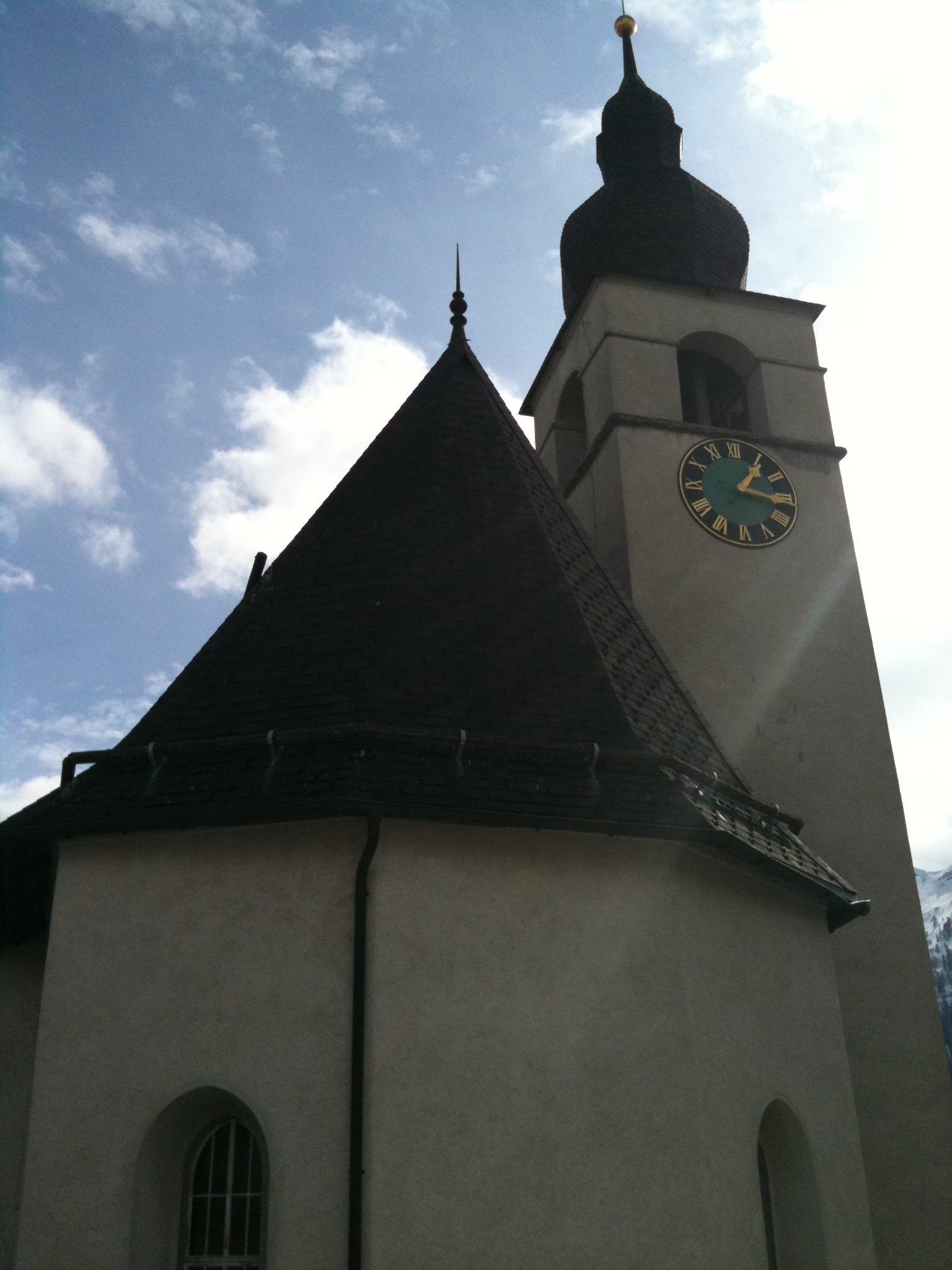
Turm und Chor
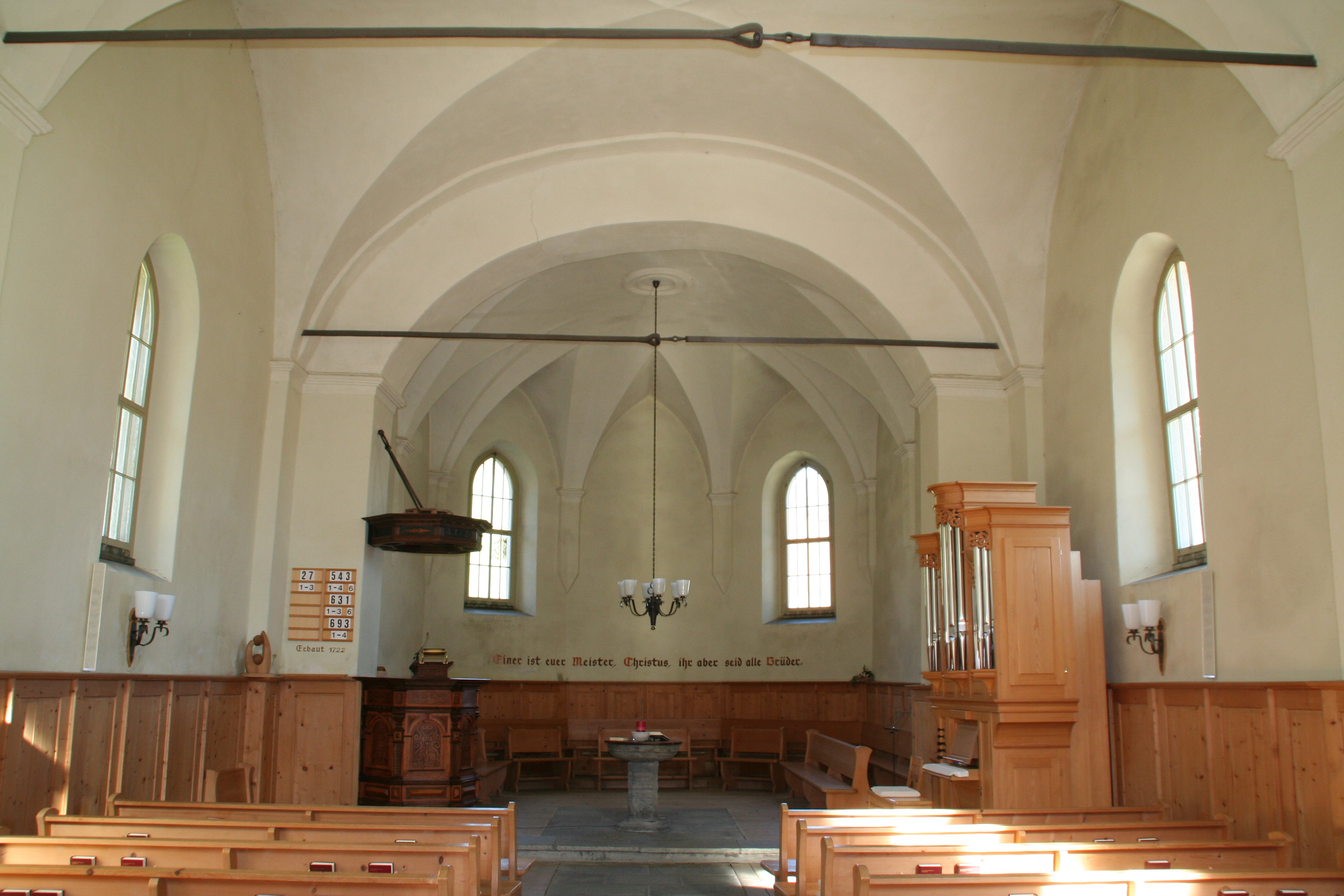
Innenansicht
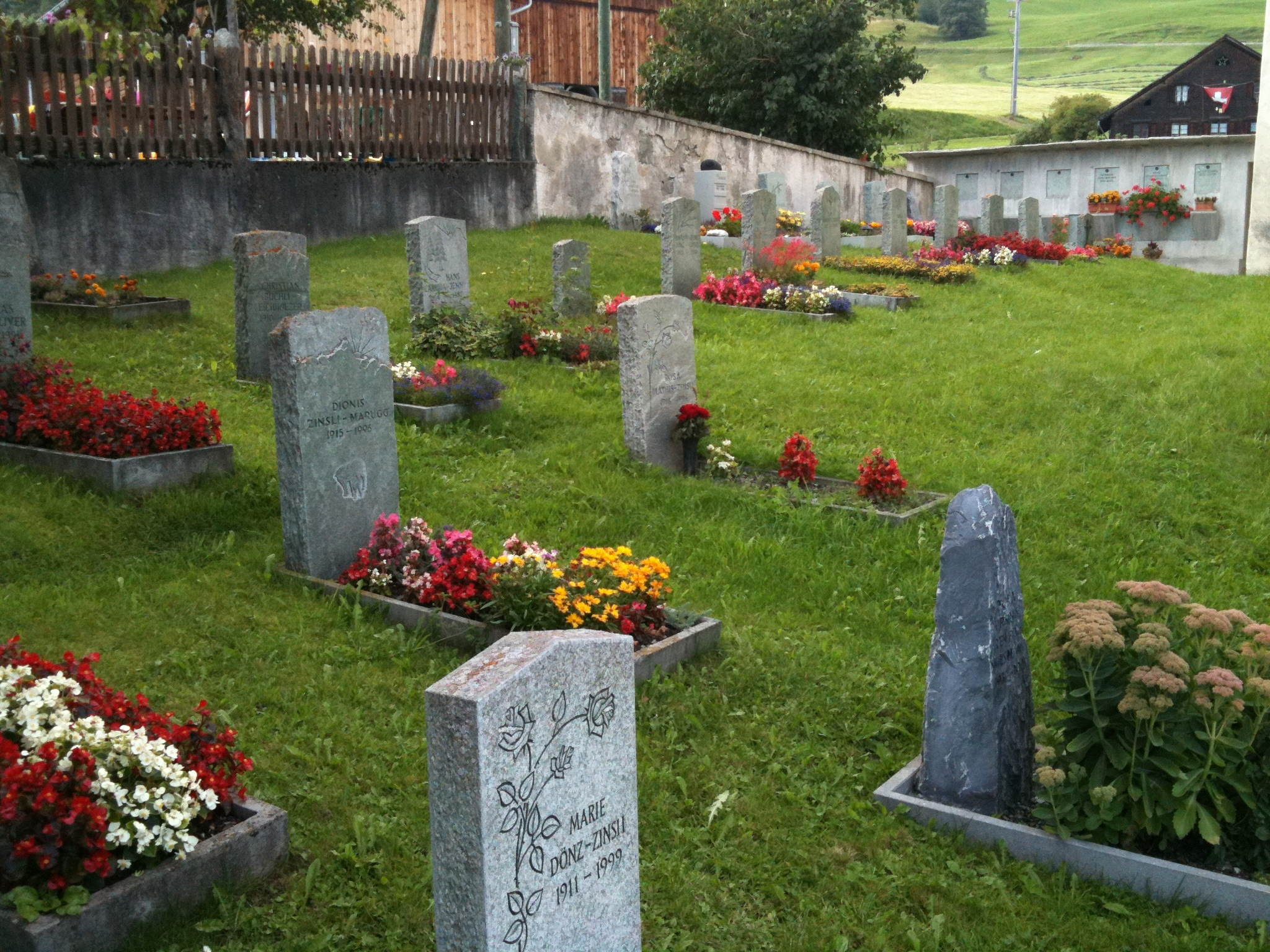
Friedhof
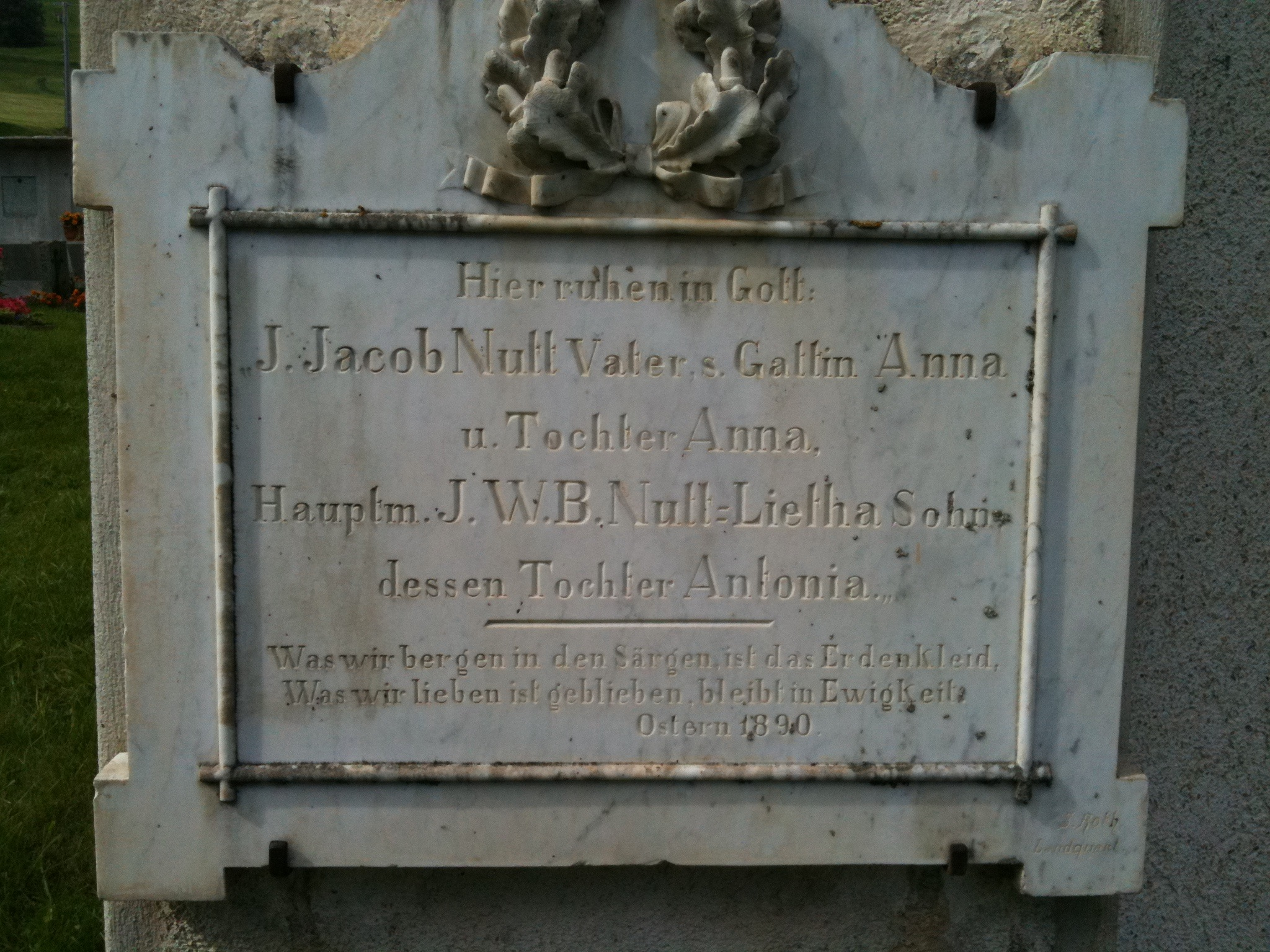
Gedenktafel links vom Portal mit Inschrift von 1890